# حريق مستشفى النسائية والأطفال (الديوانية)
حريق مستشفى النسائية والأطفال هو حريق وقع في مستشفى النسائية والأطفال في مدينة الديوانية في جنوب العراق. وقع الحريق في يوم 8 كانون الثاني/يناير 2024 وتسبب في وفاة 4 أطفال وإصابة 33 طفلا آخر.

## الحادثة
وقع الحريق في الساعة الخامسة مساء يوم 8 كانون الثاني/يناير 2024 نتيجة تماس كهربائي، وتوفي على اثره 4 أطفال واصيب 33 شخص اخر جميعهم من المرضى والمرافقين لهم. واثر حادث الحريق تم إخلاء 150 طفلاً وأكثر من 190 مرافقاً من مستشفى النسائية والأطفال بالديوانية لمستشفيات أخرى. وفتح تحقيق مشترك بين الصحة والشرطة والدفاع المدني لمعرفة أسباب الحريق.

## الاستجابة
وجّه رئيس الوزراء محمد شياع السوداني وزير الصحة ومحافظ الديوانية بسحب يد المسؤولين المقصرين في حادثة حريق المستشفى في الديوانية وإحالة الشركة المنفذة لأعمال تأهيل المستشفى إلى التحقيق. ووصل وزير الصحة صالح مهدي الحسناوي الى محافظة الديوانية، للتحقيق في أسباب الحادث، ووجه الوزير بسحب يد لمدة 60 يوم لكل من: عامر محسن الخزعلي، مدير عام صحة الديوانية/وكالة. و عبدالامير عبدالحسين، مدير القسم الهندسي في دائرة صحة الديوانية. و مرتضى محمد النبهاني، مدير مستشفى النسائية والأطفال. و عادل حسن مرزوك، المعاون الاداري لمدير مستشفى النسائية والأطفال. ومسؤولي التصاريح الامنية والدفاع المدني في المستشفى. وعدد من الموظفين في دائرة المهندس المقيم لمشروع اعادة تأهيل المستشفى.

## التحقيقات
أعلن محافظ الديوانية ميثم عبد الإله الشهد، يوم 15 كانون الثاني 2024، عن القبض على أربعة أشخاص متورطين بعملية حرق مستشفى النسائية والأطفال التعليمي، بعد إجراء فحص شامل للكاميرات والأحداث التي حصلت في المستشفى. وتم إجراء كشف الدلالة للمتهمين وصدقت أقوالهم ليتم تحويلهم للقضاة.